# Val d’Arpette
Das Val d’Arpette ist ein kleines Tal im Kanton Wallis, Bezirk Entremont, Schweiz. Das fast unbewohnte Tal beginnt in den Höhen des Pointe d’Orny und der Aiguilles d’Arpette in über 3000 Metern Höhe und endet beim Col de Champex, nahe dem Ferienort Champex-Lac.
Die Quelle des Durnand d’Arpette liegt im unteren Teil des Tals. Der Bergbach speist über die Bise de Champex den Lac de Champex. Der Bach selbst fliesst durch die Gorges du Durnand (Durnandschlucht) Richtung Rhonetal.
Durch das Tal führen Wanderwege am Restaurant und Alpsiedlung Arpette vorbei auf die La Breya, den Hausberg von Champex-Lac sowie über den 2665 Meter hohen Saumpass Fenêtre d’Arpette ins Val de Trient, wie die alpine Variante der Tour du Mont-Blanc (TMB).
Die Pisten des kleinen Skigebiets von Champex-Lac verlaufen von La Breya durch das Val d’Arpette nach Champex-Lac.